# Derambila obiana
Derambila obiana là một loài bướm đêm trong họ Geometridae.